# La Ollería (Piura)
La Ollería es un caserío peruano ubicado en el distrito de Ayabaca, perteneciente a la provincia homónima del departamento de Piura, al norte del Perú. 

## Ubicación
La Ollería se ubica al noreste de la provincia de Ayabaca, en el distrito de Ayabaca, en el departamento de Piura.

## Demografía
En 2017 La Ollería tenía una población de 214 habitantes.
| Gráfica de evolución demográfica de La Ollería entre 1993 y 2017 |
|                                                                  |
| Fuentes: Población 1993 y 2017                                   |